# Фридрих Гессен-Кассельский (1747)
Фридрих III Гессен-Кассель-Румпенхеймский (нем. Friedrich von Hessen-Kassel zu Rumpenheim; 11 сентября 1747, Кассель — 20 мая 1837, Кассель) — ландграф Гессен-Румпенхеймский. Основатель младшей, не правившей ветви Гессенского дома. По месту своей резиденции, Румпенхеймскому дворцу в Оффенбахе, его также называют ландграфом Гессен-Румпенхеймским. Датский генерал.
Младший сын принца Фридриха II Гессен-Кассельского и принцессы Марии Ганноверской.

## Потомки
2 декабря 1786 года Фридрих женился на принцессе Каролине Поликсене, дочери князя Карла Вильгельма Нассау-Узингенского и Каролины Лейнинген-Дагсбург-Гейдесгеймской. В этом браке родились:
- Вильгельм (24 декабря 1787 — 5 сентября 1867), женат на Луизе Шарлотте Датской (1789—1864)
- Карл Фридрих (9 марта 1789 — 10 сентября 1802)
- Фридрих Вильгельм (24 апреля 1790 — 25 октября 1876)
- Людвиг Карл (12 ноября 1791 — 12 мая 1800)
- Георг Карл (14 января 1793 — 4 марта 1881)
- Луиза Каролина Мария Фридерика (9 апреля 1794 — 16 марта 1881)
- Мария (21 января 1796 — 30 декабря 1880)
- Августа (25 июля 1797 — 6 апреля 1889)